# Furusetbanen
Furusetbanen er en af de fire østlige baner på T-banen i Oslo, der ligger mellem Hellerud og Ellingsrudåsen. Banen betjener den sydlige del af Groruddalen. En stor del af banen ligger i tunnel med Haugerud Station som den eneste i fri luft. Trosterud Station ligger under Trosterud senter.
Banen betjenes af T-banens linje 2, der går mellem Østerås på den vestlige Røabanen og Ellingsrudåsen.

## Udbygning
- 18. november 1970: Hellerud-Haugerud
- 15. december 1974: Haugerud-Trosterud
- 19. februar 1978: Trosterud-Furuset
- 8. november 1981: Furuset-Ellingsrudåsen

### Fremtid
Der har længe været planer om undersøgelse af en forlængelse til Lørenskog med stationer ved Skårer, Lørenskog Sentrum (Solheim) og ny endestation ved Akershus universitetssykehus (Ahus), med en samlet rejsetid til Jernbanetorget på ca. 27 minutter. Projektet er en del av Oslopakke 3.
Ifølge en rapport fra fylkesrådmannen fra 2010 vil en forlængelse fra Ellingsrudåsen til Ahus koste 2,5 mia. NOK, mens en forlængelse helt til Lillestrøm vil koste yderligere 1,8 mia. NOK. Det skønnedes dog, at passagergrundlaget var for lille til så stor en investering "på kort eller mellemlang sigt".